# IBM Lotus Word Pro
Lotus Word Pro – zaawansowany procesor tekstu, część pakietu biurowego Lotus SmartSuite, rozwijanego przez Lotus Development Corporation (obecnie część IBM); kontynuacja znanego procesora Lotus AmiPro wyprodukowanego przez Samna Corporation, który był pierwszym pełnowymiarowym programem tej klasy w środowisku Windows.